# آنتونیا کیدمن
آنتونیا کیدمن (به انگلیسی: Antonia Kidman)
(متولد ۱۴ ژوئیه ۱۹۷۰) بازیگر، مجری تلویزیون و روزنامه‌نگار اهل استرالیا است. وی خواهر کوچکتر نیکول کیدمن است.